# Plinta
Plinta (prema latinskoj riječi plinthus, koja potječe od grčke riječi plinthos u značenju opeka) je naziv za je naziv za kvadratičnu ili pravokutnu ploču na kojoj leži baza stupa, postament (pijedestal), kip ili spomenik. Prvotno je ova riječ izgleda označavala plitku kamenu bazu drvenoga stupa hrama.
Glasovoti arhitekt Gottfried Semper u svojem djelu Četiri elementa arhitekture (1851.) smatra plintu jednim od temeljnih arhitektonskih elemenata. 

## Poveznice
- Kiparstvo
- Kiparske tehnike
- Elementi kompozicije
- Plinto (španjolski)